# 土倉一長
土倉 一長（とくら かずなが、寛永16年（1639年） - 元禄11年10月6日（1698年11月8日））は、岡山藩の家老。
父は岡山藩家老土倉一成。母は鵜殿大隅の娘。正室は池田長泰の娘。養子に土倉戌千代（一明）、土倉一涂。通称は四郎兵衛。
寛永16年（1639年）、岡山藩家老土倉一成の子として岡山に生まれる。天和2年（1682年）、一成の隠居により家督相続し、岡山藩家老、佐伯1万1000石の領主となる。同年、藩主綱政の十一男戌千代を養子に迎えるが、元禄2年（1689年）に戌千代は夭折した。元禄11年10月6日没。家督は交代寄合山崎義方の次男大五郎（一涂）が養子となって相続した。